# Vierteljahrshefte für Truppenführung und Heereskunde
Die Vierteljahrshefte für Truppenführung und Heereskunde waren eine militärische Fachzeitschrift, die zwischen 1904 und 1914 vom Großen Generalstab des Deutschen Reiches herausgegeben wurde.

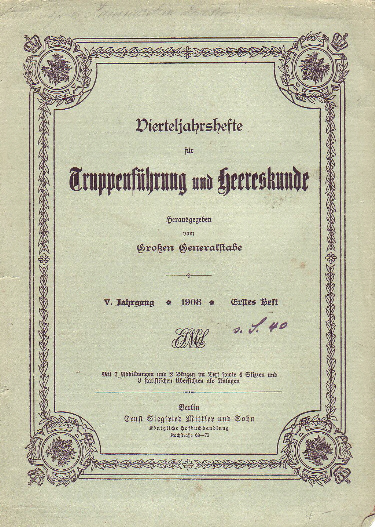
Ausgabe der Vierteljahrshefte für Truppenführung und Heereskunde aus dem Jahr 1908

Zwischen 1823 und 1867 war das Militär-Wochenblatt als amtliche Zeitschrift der Militärführung des Königreichs Preußen erschienen. Im Jahre 1903 griff der Chef des Generalstabes Alfred von Schlieffen den Gedanken einer amtlichen militärischen Zeitschrift wieder auf. Die Absicht, die er mit einer solchen Publikation verfolgte wurde in der Vorankündigung folgendermaßen formuliert:
„Sie wird Aufsätze taktischen und kriegsgeschichtlichen Inhalts sowie Nachrichten über interessante Truppenübungen und Mitteilungen über fremde Armeen enthalten. Bei letzteren wird vor allem Gewicht gelegt auf die Wiedergabe des für die Organisation, Ausbildung und Führung Wesentlichen und Lehrreichen, und zwar in der Form zusammenhängender Aufsätze. Diese werden bemüht sein, den Leser fortlaufend über alle innerhalb der fremden Armeen beobachteten Bestrebungen und Erscheinungen auf dem militärischen Gebiet zu unterrichten, sowie auch zur Klärung wichtiger operativer Fragen beizutragen suchen. Die Aufsätze kriegsgeschichtlichen Inhalts sollen die Erfahrungen der neueren Kriegsgeschichte für die Truppenführung nutzbar machen.“
Die Leitung der Zeitschrift unterlag der Kriegsgeschichtlichen Abteilung 1 des Großen Generalstabs, die sich mit der neueren Militärgeschichte befasste. Als Mitarbeiter waren zunächst die Mitarbeiter des Generalstabes, der Truppengeneralstäbe und die Lehrer der Kriegsakademie vorgesehen. Graf von Schlieffen machte sie darauf aufmerksam, dass die Zeitschrift „belehrend und anregend“ auf das Offizierskorps wirken sollte. Polemiken sollten unterbleiben. Außerdem waren Rezensionen und Literaturbesprechungen nicht vorgesehen, weil dadurch der Zeitschrift die unerwünschte Rolle eines Richters zukommen würde. Alle Beiträge waren mit dem Namen des Verfassers versehen; nur gemeinschaftliche Werke erschienen anonym.
Im Januar 1904 erschien die erste Ausgabe im Verlag E. S. Mittler & Sohn. Schon im fünften Heft wurden auch Beiträge von Offizieren außerhalb des Generalstabes veröffentlicht. Schon bald erschienen sogar Aufsätze von Reserveoffizieren. Die Zeitschrift fand guten Absatz und galt bald als renommierte Diskussionsplattform. In ihren Beiträgen wurden zu zeitgenössischen Konflikte, z. B. der Burenkrieg (1899–1902) oder der Russisch-Japanische Krieg (1904/05) analysiert. Wie angekündigt erschienen auch Aufsätze über ausländische Streitkräfte und andere militärwissenschaftliche Themen.
Im Spätsommer 1914 wurde die Herausgabe eingestellt, da der Generalstab nunmehr mit dem Ersten Weltkrieg beschäftigt war. Nach dem Krieg verbot der Friedensvertrag von Versailles die Existenz eines Großen Generalstabes, womit es keine Institution mehr gab, die eine Zeitschrift herausgeben konnte. Erst 1936 erschien unter der Leitung des Generalstabe des Heeres der Wehrmacht erschien mit der Militärwissenschaftlichen Rundschau eine neue Zeitschrift, die sich selbst in der Tradition der Vierteljahrshefte für Truppenführung und Heereskunde sah.